# Vitgumpad stormsvala
Vitgumpad stormsvala (Hydrobates tethys) är en fågel i familjen stormsvalor inom ordningen stormfåglar. Den förekommer endast i östra Stilla havet.

## Utseende
Vitgumpad stormsvala skiljer sig från alla andra stormsvalor i Stilla havet på kombinationen liten storlek (19 cm) och stor vit övergump som börjar redan uppe på bakryggen och sträcker sig ända till stjärtens klyvning. I övrigt är den övervägande svartaktig med ljusa vingband ovan.

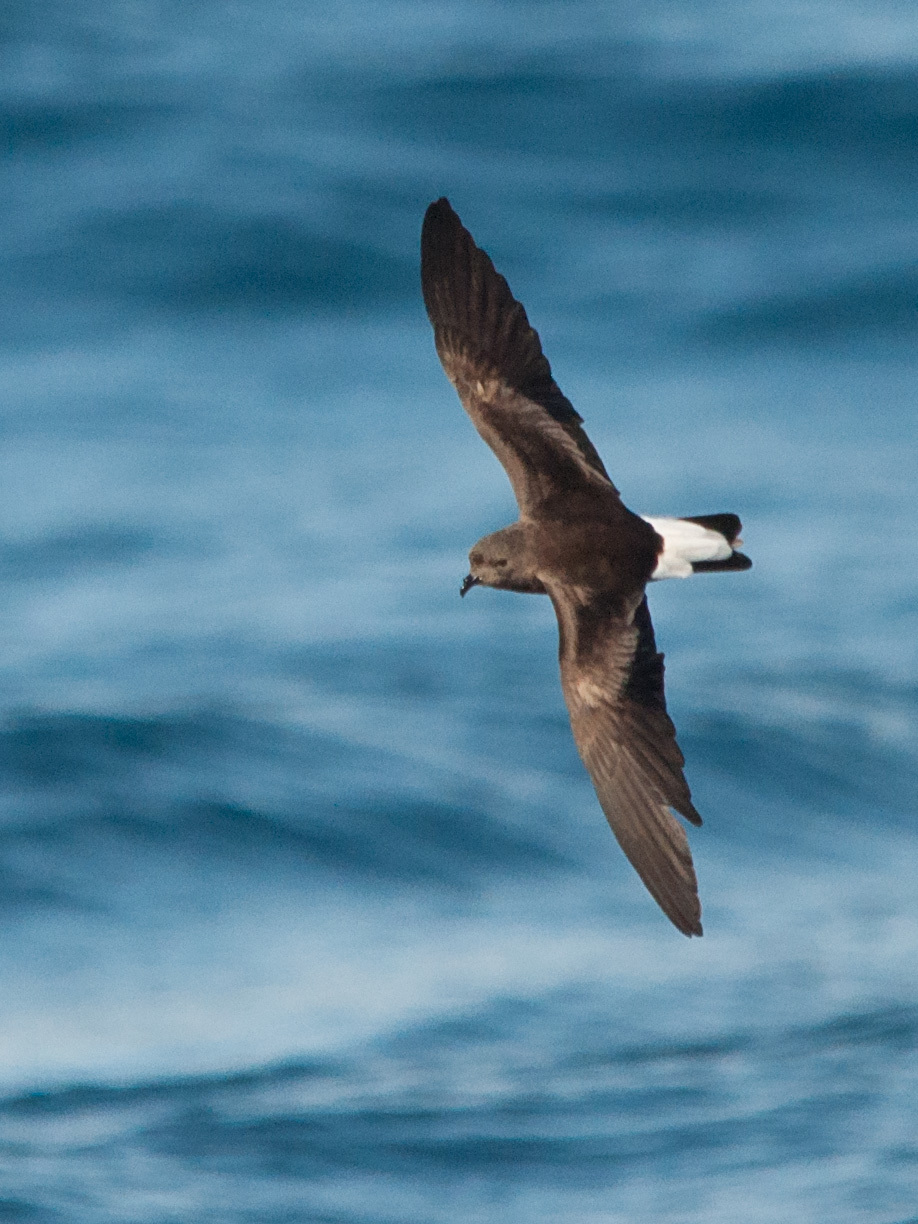

## Läte
Två olika typer av läten av beskrivits, ett något skriande ljud uppblandat med två snabba gnissliga toner samt ett lågt spinnande läte, i kärnan ett dämpat "tchzee".

## Utbredning och systematik
Vitgumpad stormsvala delas in i två underarter med följande utbredning:
- Hydrobates tethys tethys – häckar på Galápagosöarna (San Cristóbal, Genovesa och Redonda)
- Hydrobates tethys kelsalli – häckar på Islas Pescadores och San Gallan (utanför Perus kust)

Genetiska studier visar att arten är systerart till dvärgstormsvalan (H. microsoma).

### Släktestillhörighet
Tidigare placerades arten i släktet Oceanodroma. DNA-studier visar dock att stormsvalan (Hydrobates pelagicus) är inbäddad i det släktet. Numera inkluderas därför arterna Oceanodroma i Hydrobates, som har prioritet.

## Levnadssätt
Vitgumpad stormsvala häckar maj till augusti i kolonier. Ovanligt för stormsvalor besöker åtminstone fåglar i Galápagosöarna häckningskolonierna dagtid, ej på natten som andra stormsvalor. En förklaring kan vara för att undvika predation från jordugglan. Beståndet av underarten kelsalli som häckar på öar utanför Peru och Chile, där jordugglan saknas, ses dock på häckningsplats nattetid som andra stormsvalor.

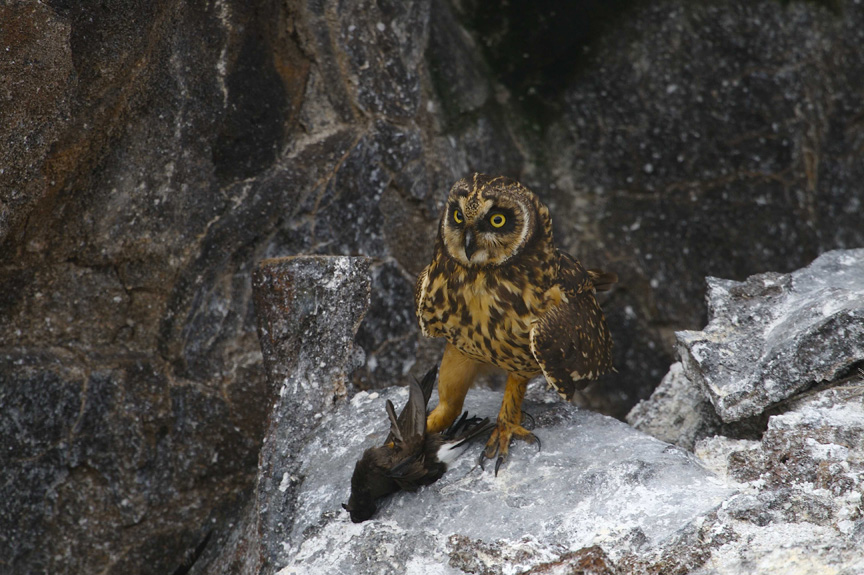
Jorduggla som slagit en vitgumpad stormsvala i Galápagosöarna.

Flykten är kraftfull och snabb, med tvära kast och ofta högt över vågorna. Under födosökandet flyger den hoppande och studsande så att fötterna ibland når eller till och med doppas ner under vattenytan.

## Status och hot
Arten har ett stort utbredningsområde och en stor population, men tros minska i antal till följd av predation vid boplatserna, dock inte tillräckligt kraftigt för att den ska betraktas som hotad. Internationella naturvårdsunionen IUCN kategoriserar därför arten som livskraftig (LC). Världspopulationen uppskattas till minst en halv miljon individer.

## Namn
Fågeln har fått sitt vetenskapliga artnamn efter havsgudinnan Tethys i grekisk mytologi.